# 膠芽腫
膠芽腫（こうがしゅ、英: glioblastoma、略称GBM）は、脳腫瘍の一種。神経膠腫（グリオーマ）の中でも最も悪性度の高い腫瘍とされる。

## 定義（概念）
グリア細胞（主として星状膠細胞）由来の悪性腫瘍の中で、極端に未分化で増殖能の高いものを指す。腫瘍は出血を伴うことが多く、腫瘍の内部に壊死巣が見られる事がある。腫瘍細胞は円形、紡錘形などの様々な形状が存在し、大小不同である。

## 病態
急速な腫瘍の増大により極めて進行が速い。数週単位で症状が悪化することも見られる。

## 疫学
好発年齢は45〜79歳であり中年以降に多発する。男性のほうがやや多い（1.4倍）。原発性脳腫瘍の約9.0%を占める。前頭葉に最も多く、次いで側頭葉、頭頂葉に好発する。

## 症状

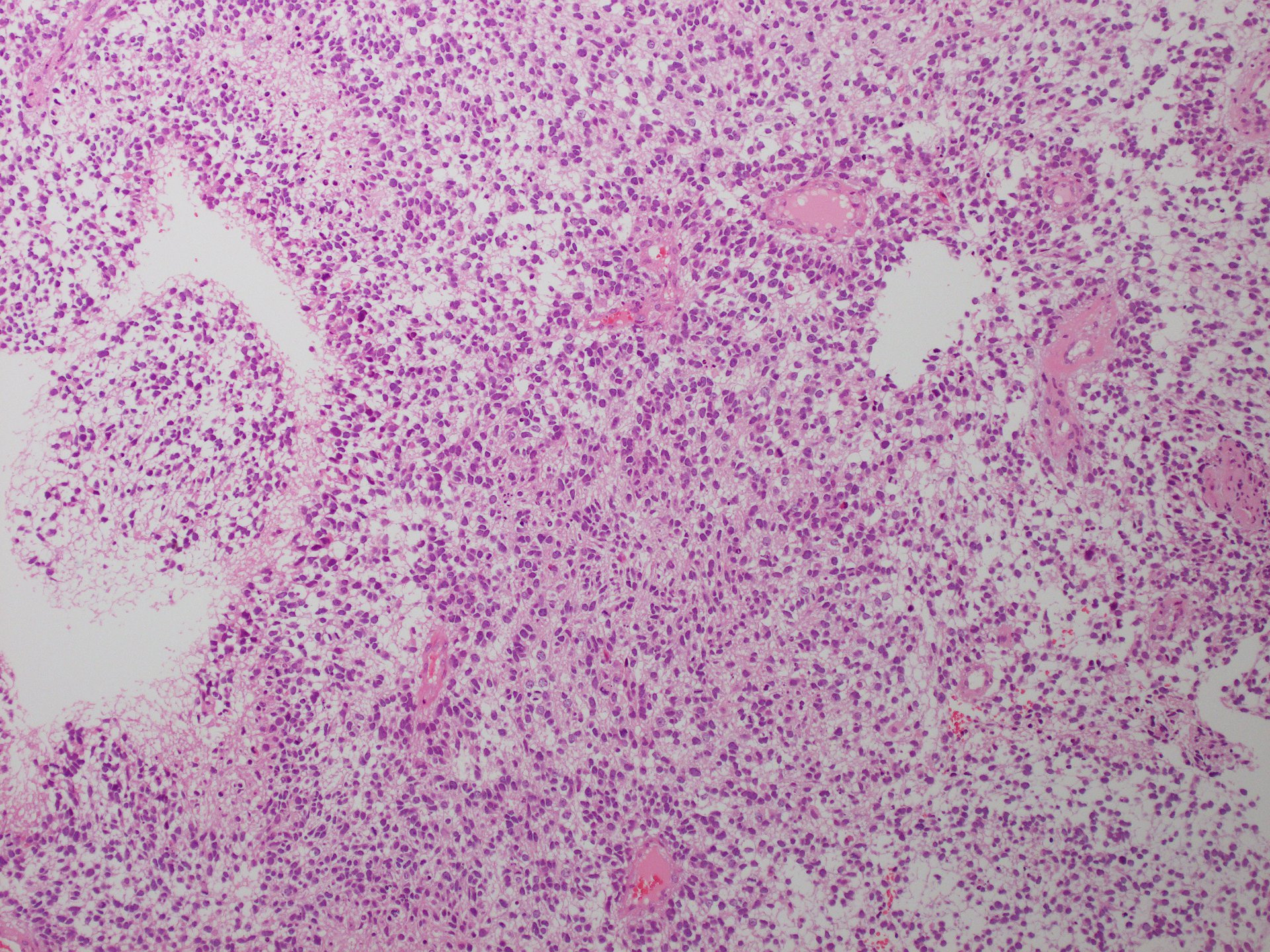
膠芽腫 Gioblastoma 病理組織像

急速に増大する腫瘍による頭蓋内圧亢進症状が見られる。初発症状は頭痛が多い。他の脳腫瘍と同じく、朝に強い頭痛が見られること（morning headache）が多い。その他に運動麻痺、痙攣、見当識の低下などが見られる。

## 検査と診断

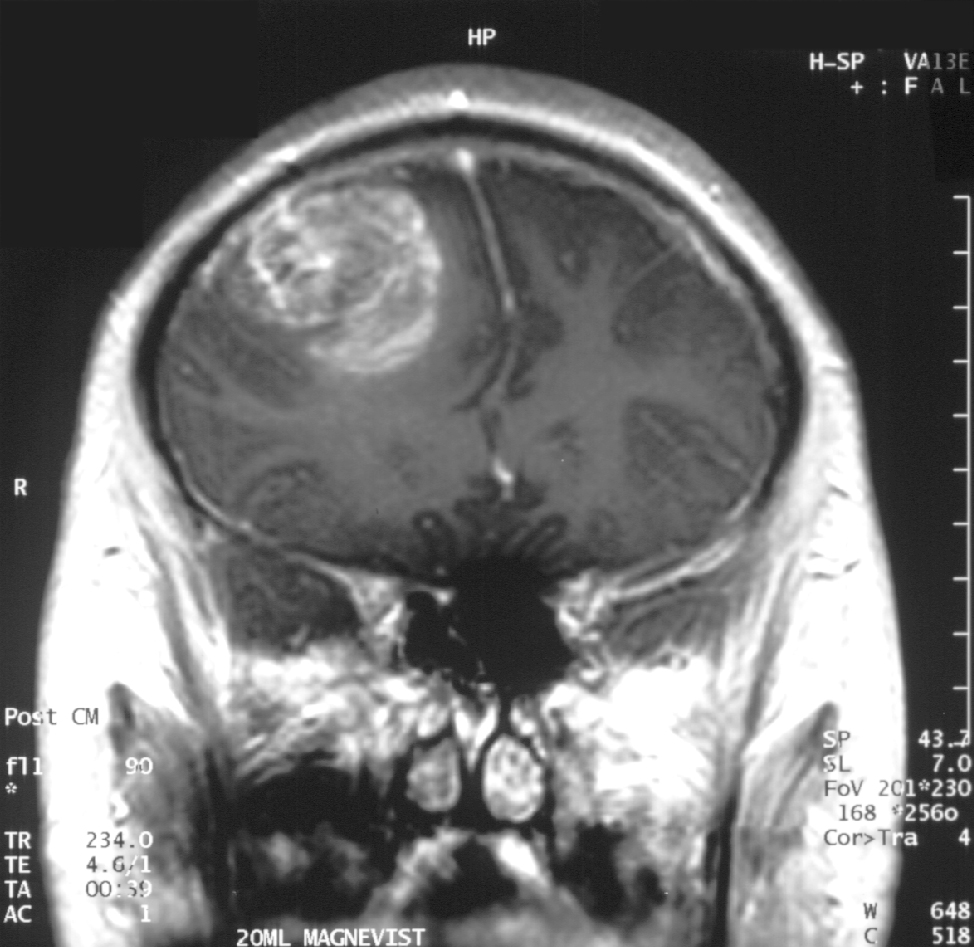
膠芽腫のMRI画像

CT
単純CTでは腫瘍実質が高吸収域、周囲の壊死部や嚢胞は低吸収域として造影される。造影剤を用いた造影CTでは腫瘍実質が不均一に増強される。
MRI
T1強調画像では腫瘍はやや低信号域、T2強調画像では腫瘍やその周囲の脳浮腫が高信号域となる。ガドリニウムを用いた造影MRIでは、腫瘍の辺縁が高信号域となる一方、腫瘍内部は壊死などを反映して低〜高信号域が入り混じった像となる事が多い。この所見をリング・エンハンスメントと称する。また、リング・エンハンスメントは膠芽腫に特異的な所見ではなく、脳膿瘍、転移性脳腫瘍などが鑑別として挙がることが多い。
臨床症状から脳腫瘍を疑い、CTやMRIの結果を元に確定診断する。
診療科は脳神経外科、神経内科の担当となる。

## 治療
膠芽腫を根治する方法はない。手術での出来る限りの摘出が基本であるが、腫瘍は浸潤性で正常組織との境界が不明瞭であるため、通常全摘は不可能である。そのため術後の放射線療法や化学療法との併用が基本となる。現在、化学療法はテモゾロミドを用いるのが一般的である。
近年では腫瘍電場療法を取り入れた施設も増えている。
東京大学医科学研究所は単純ヘルペスウイルスを使ったウイルス療法を研究し、遺伝子を改変した「G47Δ」が再生医療等製品として2021年に承認された。

## 予後
脳腫瘍の中では予後が最も悪く、全ての悪性腫瘍と比べても最悪の部類に入る。1年生存率は51.6%、3年生存率は13.1%、5年生存率は7.8%である。なお、膠芽腫は遠隔転移はほとんどせず、転移するのは脳内のみであるという特徴がある。